# Seladerma diutinum
Seladerma diutinum är en stekelart som först beskrevs av Vittorio Luigi Delucchi 1955.  Seladerma diutinum ingår i släktet Seladerma och familjen puppglanssteklar. Arten är reproducerande i Sverige. Inga underarter finns listade i Catalogue of Life.